# 西尔克·伦克
西尔克·伦克（德語：Silke Renk，1967年6月30日—），德国女子田径运动员。她曾代表东德、德国参加1988年、1992年和1996年夏季奥林匹克运动会田径比赛，其中1992年奥运会获得一枚金牌。